# Polsat Sport Premium 5 PPV
Polsat Sport Premium 5 PPV – polska stacja telewizyjna premium o profilu sportowym, należąca do Telewizji Polsat. Rozpoczęcie nadawania jest związane z nabyciem praw do Ligi Mistrzów UEFA i Ligi Europy UEFA. Kanał znajduje się w pakiecie z Polsat Sport Premium 1, Polsat Sport Premium 2 oraz trzema pozostałymi serwisami Polsat Sport Premium 3, 4 i 6 PPV, uruchamianymi tylko na czas trwania spotkań. Stacja nadaje bez reklam i w jakości Super HD.